# Eomys
Eomys  (лат.) — вымерший род грызунов из вымершего семейства Eomyidae. Относится к инфраотряду боброобразных. Известен из олигоцена Франции, Германии, Испании и, возможно, Турции. В этот род входит первый известный науке грызун, способный к планирующему полёту Eomys quercyi.

## Виды
- Eomys zitteli
- Eomys alulghensis
- Eomys antiquus
- Eomys fahlbuschi
- Eomys huerzeleri
- Eomys quercyi
- Eomys rhodanicus